# Черняк, Инна Николаевна
Инна Николаевна Черняк (укр. Інна Миколаївна Черняк) — украинская самбистка и дзюдоистка, чемпион летних Паралимпийских игр в Рио-де-Жанейро и Европейских игр в Баку, серебряный призёр летней Универсиады в Казани.

## Биография

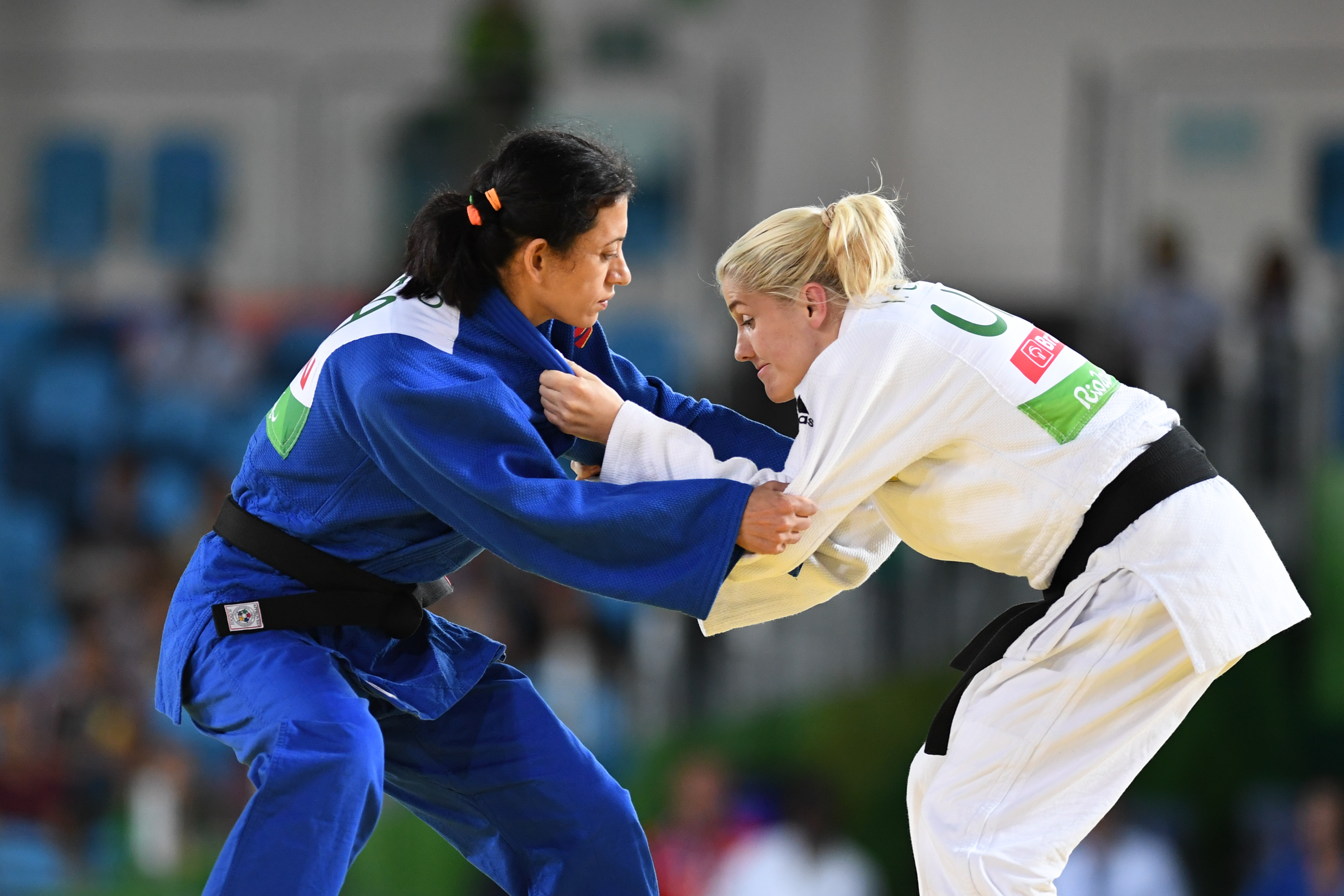
Финал Паралимпиады-2016. Черняк против бразильянки Лусии Араужу.

В 13-летнем возрасте вместе с сестрой Мариной начали заниматься тренировками по дзюдо. Девушкам тогда предложил заниматься дзюдо их будущий тренер Андрей Бондарчук.
На летней Универсиаде 2013 Инна представляла Украину в самбо в весовой категории до 52 кг и завоевала серебряную награду. Украинка провела четыре схватки. Сначала она поборола итальянку Роксану Галус со счётом 14:1. После этого в четвертьфинале со счетом 9:1 одолела Эльзу Абдикадирову из Казахстана. Далее в полуфинале соревновалась с китаянкой Фанфан Чень, которую победила со счётом 7:0. В финале Черняк сразилась с россиянкой Анной Харитоновой, на этот раз проиграла сопернице со счётом 0:2.
На 1-х Европейских играх 2015 года победила в категории до 57 кг среди спортсменок с нарушениями зрения.
9 сентября 2016 года Инна Черняк завоевала золото на Паралимпийских играх в соревнованиях среди людей с ограниченным зрением. На пути к финалу в весовой категории до 57 кг Украинка победила Флору Бурани из Венгрии и Хану Сео из Южной Кореи. В финале противостояла бразильянке Лусии да Силве Тейшейре Араужу. Поединок длился всего 20 секунд, после чего Черняк одержала досрочную победу.

## Государственные награды
- Орден княгини Ольги III ст. — за достижение высоких спортивных результатов на XV летних Паралимпийских играх 2016 года в Рио-де-Жанейро (Федеративная Республика Бразилия), проявленные мужество, самоотверженность и волю к победе, утверждение международного авторитета Украины[4].
- Орден княгини Ольги III ст. — за достижение высоких спортивных результатов на XXVII Всемирной летней Универсиаде в Казани, обнаруженные самоотверженность и волю к победе, подъём международного авторитета Украины[5].